# Ziemia czerska

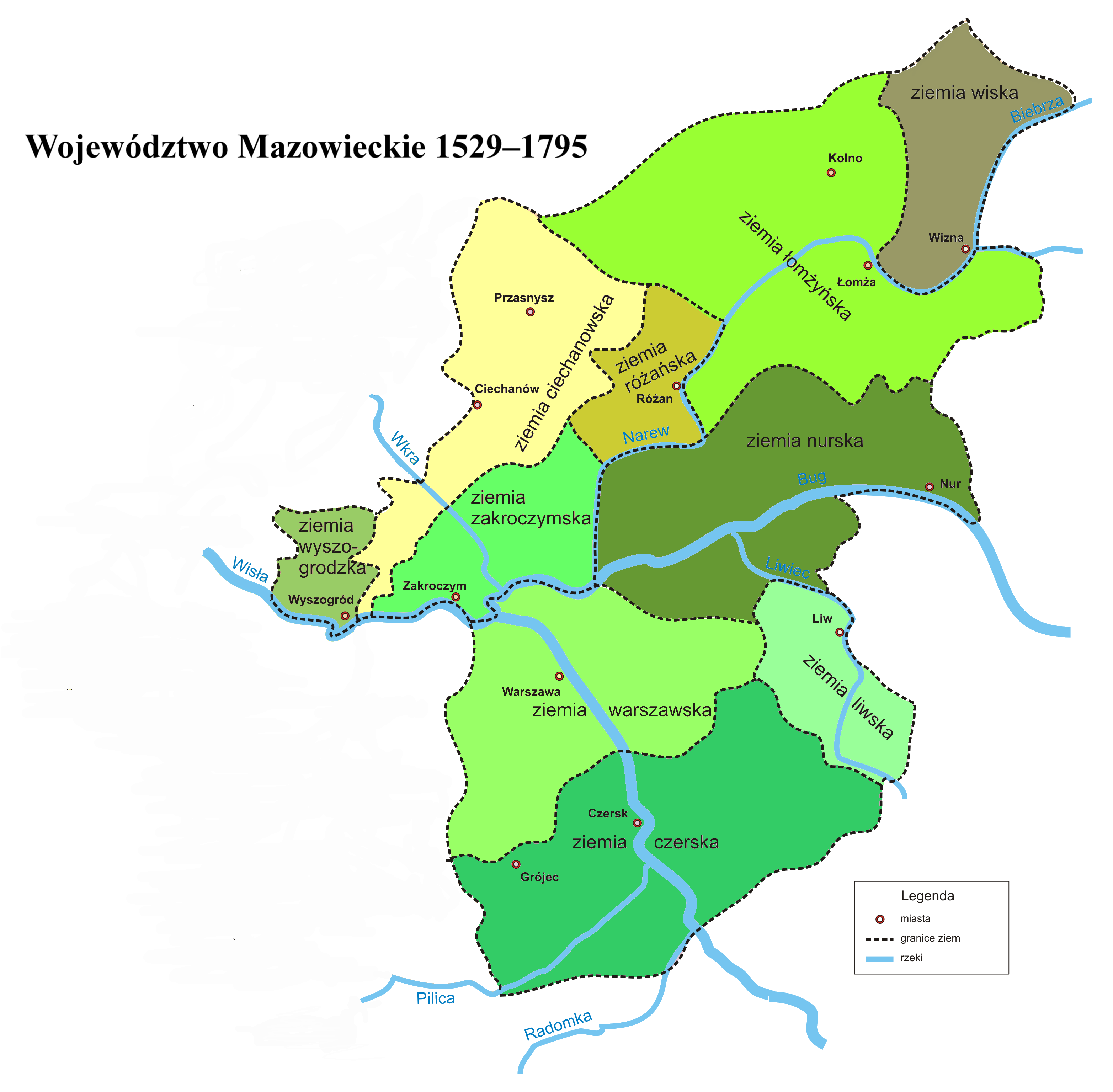
Ziemia czerska jako część województwa mazowieckiego w latach 1529–1795

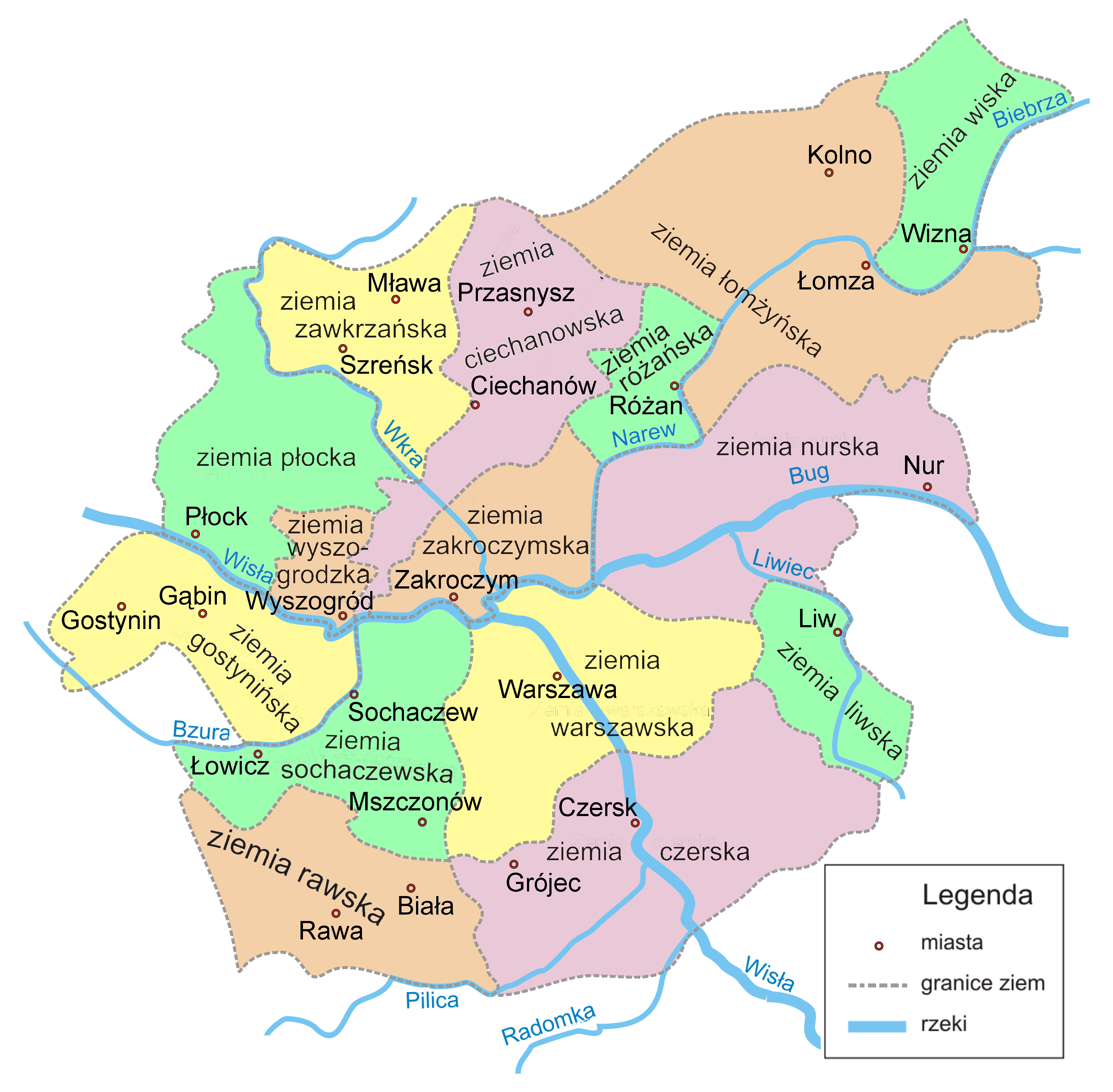
Ziemia czerska i inne ziemie Mazowsza (XIII–XVIII w.)

Ziemia czerska – jednostka terytorialna w południowej części dawnego województwa mazowieckiego.

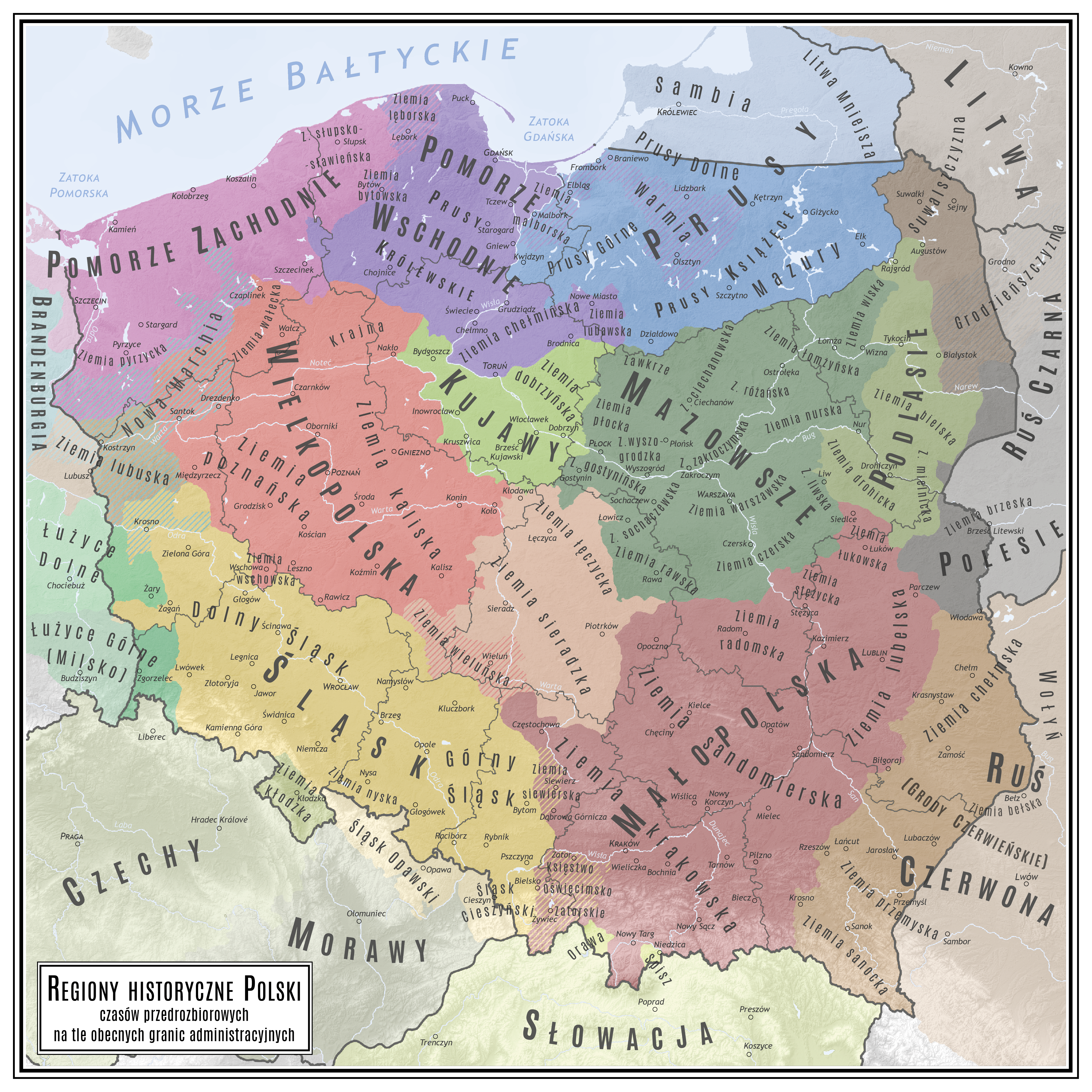
Ziemia czerska, Mazowsze i inne krainy historyczne Polski na tle współczesnych granic administracyjnych

## Historia
W 1245 r. Konrad I mazowiecki przeniósł z Grójca do Czerska kasztelanię i archidiakonat biskupstwa poznańskiego. Czersk stał się najważniejszym ośrodkiem politycznym i kościelnym – stolicą tej części Mazowsza.
W 1377 r. książę Siemowit III zwołał w Sochaczewie zjazd porządkujący prawa mazowieckie – zlikwidował na nim kasztelanie i wzorem królestwa wprowadził podział na województwa i ziemie, które z kolei dzieliły się na powiaty. Powołał ziemię czerską (jedną z dziesięciu) z powiatami w Czersku, Warce i Grójcu. Pod względem obszaru druga po ziemi łomżyńskiej. Na ziemi czerskiej brak było nadań ziemi rycerzom – była to świadoma polityka książęca, szczególnie na wschodniej części ziemi czerskiej. Były tu największe na Mazowszu dobra książęce. W 1495 r. poza Koroną pozostawało jeszcze księstwo warszawsko-czerskie jako jej lenno. Dołączone do Korony w 1526 r., po śmierci ostatniego władcy Janusza III.

Ziemia Czerska w 1540 r. liczyła łanów kmiecych 1379, szlacheckich (nie mających kmieci) łanów 99, wójtowskich 42 razem 1520. Grunta folwarczne stanowią 1/3 powierzchni do łanów kmiecych, to folwarcznych mogło być 460. Razem 1980 łanów tj. 60 000 morgów. Jeżeli 2 rodziny zajmowały włókę to na 1520 łanach mieszkało 3040 rodzin, licząc każdą średnio na 5 osób, to mieszkało 15 120 osób, nie licząc mieszkańców miast i folwarków.
Ziemia Czerska miała 3 powiaty, które składały się:
- Powiat Czerski – 28 parafii – 296 wsi
- Powiat Warecki – 12 parafii – 104 wsie
- Powiat Grójecki – 13 parafii – 138 wsi

Ziemia Czerska należała do diecezji poznańskiej oprócz parafii Zapilicza, które należały do diecezji krakowskiej. W 1540 r. było – 56 parafii, a w nich 538 wsi. W Ziemi Czerskiej do końca XVI w. nie mieszkał ani jeden starozakonny. Przyjeżdżało tylko 2, jeden z Warszawy, drugi z Błonia. Ziemia Czerska rozciągała się od Grójca po Mińsk Mazowiecki była na dwie prawie równe części Wisłą przedzielona. Miała 3 powiaty: Czerski, Grójecki i Warecki. Starostwo grodowe Czerskie, niegrodowe Grójeckie, Wareckie, Garwolińskie, Latowickie, Osieckie, Stromeckie. Sejmiki zwoływane były do Czerska. Stolicą Ziemi był Czersk.
Sądy – Roki – w Czersku – odbywały się w wielkiej izbie zamkowej przed zamkiem w ogródku książęcym. W Grójcu i Warce pomieszczały się w domach mieszczan kolejno, a podczas miesięcy letnich sądzono w mieście pod gołym niebem. Były to sądy polubowne, ale można się było odwoływać do Wszechroków, które odbywały się w Czersku w obecności Książąt. Z ksiąg wareckich i czerskich wynika, że lud wiejski do XV w. zażywał wielkiej swobody, w sądach prawował się ze szlachtą, gdy miał słusznością sobą, wygrywał. Szlachta żeniła się z córkami kmieci i mieszczan i nawzajem. Wertując akta z całego wieku XV z Ziemi Czerskiej znaleziono wzmiankę tylko o 3 wyrokach śmierci, z czego 2 wykonano, a 1 zawieszono. Przyczyna wysokiego poziomu moralnego była w poważaniu i uwielbieniu swobody i władzy.

W roku 1539 z powiatu czerskiego wydzielono powiat garwoliński.

W roku 1578 Ziemia Czerska miała powierzchnię ok. 4041 kilometrów kwadratowych, 53 parafie z czego 33 wiejskie i 20 miejskich, 22 miasta, 670 wsi w tym 68 wsi szlacheckich. Łany ogółem – 3643 w tym: kmiece – 3434, szlacheckie – 209. Zagrodników było ogółem 490 w tym z rolą 96, bez roli 394.

W ziemi czerskiej w 1616 r. było 51 szkół parafialnych w 53 parafiach.
W 1789 r. Sejm Wielki ustanowił dla każdej ziemi Komisje Cywilno-Wojskowe, które lustrowały powiaty. Często powstawały z przekształcenia Komisji porządkowych. Komisja Cywilno-Wojskowa Ziemi Czerskiej miała swą siedzibę w klasztorze oo. franciszkanów w Warce. Działała w latach 1790–1792. Obejmowała cztery powiaty (Czersk, Grójec, Warkę i Garwolin), 53 parafie, 7 miast królewskich, 123 wsie królewskie, 80 wsi duchownych, 7 maltańskich, 528 ziemskich, dymów 12 107 (domów). Powierzchnia – 74 mile kwadratowe. Najdłużej przewodniczył Komisji Paweł na Bożem Boski – podkomorzy ziemi czerskiej. Lokal wynajęto w Warce, gdyż Czersk był bardzo zniszczony.
1795 – III rozbiór Polski – ziemia czerska została podzielona między Prusy i Austrię. Granica zaboru pruskiego oparta była na lewobrzeżnej Pilicy i Wiśle. Zmiany administracyjne przeprowadzone przez zaborców, a później utrzymane po odzyskaniu niepodległości, doprowadziły do wymazania z mapy ziemi czerskiej.
| Powiat          | Powierzchnia w mil² | Powierzchnia w km² |
| --------------- | ------------------- | ------------------ |
| powiat czerski  | 44,32               | 2440,25            |
| powiat grójecki | 12,67               | 697,74             |
| powiat warecki  | 16,42               | 904,44             |
| Razem           | 73,41               | 4042,43            |

## Miejscowości ziemi czerskiej
- siedziby dawnych powiatów: Czersk, Warka, Grójec, Garwolin
- inne miejscowości w dawnych powiatach:
  - czerski: Sobików, Góra Kalwaria, Jazgarzew, Warszawice, Karczew, Mrozy[2], Stoczek Łukowski[3], Cegłów[4], Otwock[a]
  - garwoliński: Osieck, Mińsk Mazowiecki, Stoczek, Wilga, Latowicz, Pilawa[b]
  - warecki: Jasionna, Stromiec, Mniszew, Głowaczów, Grabów nad Pilicą, Boglewice, Konary, Ostrołęka, Laski, Nowa Wieś, Pilica
  - grójecki: Lewiczyn, Goszczyn, Białobrzegi, Bądków, Jeziórka, Jasieniec, Promna, Wyśmierzyce

Miasta ziemi czerskiej uporządkowane pionowo według liczby ludności:
| - Otwock - Mińsk Mazowiecki - Garwolin - Grójec - Warka - Góra Kalwaria - Karczew | - Białobrzegi - Pilawa - Mrozy - Stoczek Łukowski - Cegłów - Latowicz - Wyśmierzyce |